# Billboard Music Awards de 2023
O Billboard Music Awards de 2023 foi realizado em 19 de novembro de 2023. A cerimônia foi transmitida ao vivo no site e nas redes sociais Billboard.
Os indicados, nas 71 categorias, para lançamentos ocorridos no período de 19 de novembro de 2022 a 21 de outubro de 2023, foram anunciadas online em 26 de outubro de 2023. Taylor Swift recebeu o maior número de indicações, com 20. Morgan Wallen foi o artista mais premiado, com 11 prêmios, seguido por Swift, com 10.

## Antecedentes
Em 16 de março de 2023, a revista Billboard anunciou que a data da cerimônia fora transferida de sua habitual data em maio para novembro. Foi anunciado que a cerimônia ocorreria em 19 de novembro de 2023, época em que normalmente é realizadas o American Music Awards, cuja edição de 2023 fora cancelada e transferido para maio de 2024.
Em 29 de outubro de 2023, a Billboard anunciou uma parceria com o Spotify para a cerimônia de premiação, para um segmento chamado "Fans First" para "trazer os fãs para perto de seus artistas favoritos". A Billboard também anunciou que o evento será transmitido online pela primeira vez, nas redes sociais da Billboard e do Billboard Music Awards, e no Billboard Music Awards watch no mesmo dia. Apresentações e celebrações da premiação acontecerão em locais globais, em meio a turnês esgotadas e em locais personalizados.

## Performances
| Artista(s)              | Canção(ões)                              | Gravado em                                       |
| ----------------------- | ---------------------------------------- | ------------------------------------------------ |
| Karol G                 | "Qlona" "Labios Mordidos" "Ojos Ferrari" | Hotel Line 204, Los Angeles, Califórnia, EUA     |
| David Guetta Bebe Rexha | "I'm Good (Blue)" "One in a Million"     | Usina Elétrica Mandalay, Oxnard, Califórnia, EUA |
| NewJeans                | "Super Shy" "OMG"                        | SLL Studios, Seul, Coreia do Sul                 |
| Tate McRae              | "Greedy"                                 | Usina Elétrica Mandalay, Oxnard, Califórnia, EUA |
| Peso Pluma              | "Rubicon"                                | Boate The Mayan, Los Angeles, Califórnia, EUA    |
| Mariah Carey            | "All I Want for Christmas Is You"        | Culver Studios, Culver City, Califórnia, EUA     |
| Stray Kids              | "S-Class" "Lalalala"                     | SLL Studios, Seul, Coreia do Sul                 |
| Morgan Wallen           | "98 Braves"                              | Truist Park, Cumberland, Geórgia, EUA            |

## Vencedores e indicados
| Melhor Artista | Melhor Cantor | Melhor Cantora |
| --- | --- | --- |
| - Taylor Swift - Luke Combs - Drake - SZA - Morgan Wallen | - Morgan Wallen - Zach Bryan - Luke Combs - Drake - The Weeknd | - Taylor Swift - Beyoncé - Miley Cyrus - Olivia Rodrigo - SZA |
| Artista Revelação | Melhor Dupla/Grupo | Melhor Colaboração |
| - Zach Bryan - Ice Spice - elly Roll - Peso Pluma - Bailey Zimmerman | - Fuerza Regida - Eslabon Armado - Fifty Fifty - Grupo Frontera - Metallica | - Metro Boomin, The Weeknd e 21 Savage – "Creepin'" - David Guetta e Bebe Rexha – "I'm Good (Blue)" - Rema e Selena Gomez – "Calm Down" - Sam Smith e Kim Petras – "Unholy" - The Weeknd e Ariana Grande – "Die for You" |
| Melhor Artista da Hot 100 | Melhor Canção da Hot 100 | Melhor Compositor da Hot 100 |
| - Morgan Wallen - Luke Combs - Drake - Taylor Swift - SZA | - Morgan Wallen – "Last Night" - Miley Cyrus – "Flowers" - Metro Boomin, The Weeknd e 21 Savage – "Creepin'" - Taylor Swift – "Anti-Hero" - SZA – "Kill Bill" | - Taylor Swift - Jack Antonoff - Zach Bryan - Ashley Gorley - SZA |
| Melhor Produtor da Hot 100 | Melhor Artista da Billboard 200 | Melhor Álbum da Billboard 200 |
| - Joey Moi - Jack Antonoff - Zach Bryan - Metro Boomin - Taylor Swift | - Taylor Swift - Luke Combs - Drake - SZA - Morgan Wallen | - Morgan Wallen – One Thing at a Time - Drake e 21 Savage – Her Loss - Metro Boomin – Heroes & Villains - Taylor Swift – Midnights - SZA – SOS                                                                           |
| Melhor Artista Global da Billboard 200 | Melhor Artista Global da Billboard (Excl. EUA) | Melhor Canção Global da Billboard 200 |
| - Taylor Swift - Bad Bunny - SZA - Morgan Wallen - The Weeknd | - Taylor Swift - Bad Bunny - NewJeans - Ed Sheeran - The Weeknd | - Miley Cyrus – "Flowers" - Rema e Selena Gomez – "Calm Down" - Taylor Swift – "Anti-Hero" - SZA – "Kill Bill" - The Weeknd e Ariana Grande – "Die for You"                                                              |
| Melhor Canção Global da Billboard (Excl. EUA) | Melhor Artista de Streaming | Melhor Canção de Streaming |
| - Miley Cyrus – "Flowers" - David Guetta e Bebe Rexha – "I'm Good (Blue)" - Rema e Selena Gomez – "Calm Down" - Harry Styles – "As It Was" - The Weeknd e Ariana Grande – "Die for You"                                                          | - Morgan Wallen - Zach Bryan - Drake - Taylor Swift - SZA | - Morgan Wallen – "Last Night" - Zach Bryan – "Something in the Orange" - Miley Cyrus – "Flowers" - Taylor Swift – "Anti-Hero" - SZA – "Kill Bill"                                                                       |
| Melhor Artista das Rádios | Melhor Canção das Rádios | Artista com Mais Canções Vendidas |
| - Taylor Swift - Miley Cyrus - SZA - Morgan Wallen - The Weeknd | - Miley Cyrus – "Flowers" - Metro Boomin, The Weeknd e 21 Savage – "Creepin'" - Rema e Selena Gomez – "Calm Down" - Taylor Swift – "Anti-Hero" - The Weeknd e Ariana Grande – "Die for You" | - Taylor Swift - Jason Aldean - Oliver Anthony Music - Miley Cyrus - Morgan Wallen |
| Canção Mais Vendida | Melhor Artista de R&B | Melhor Cantor de R&B |
| - Taylor Swift – "Anti-Hero" - Jason Aldean – "Try That in a Small Town" - Oliver Anthony Music – "Rich Men North of Richmond" - Miley Cyrus – "Flowers" - Jimin - "Like Crazy"                                                                  | - SZA - Beyoncé - Chris Brown - Rihanna - The Weeknd | - The Weeknd - Chris Brown - Miguel |
| Melhor Cantora de R&B | Melhor Álbum de R&B | Melhor Canção de R&B |
| - SZA - Beyoncé - Rihanna | - SZA – SOS - Beyoncé – Renaissance - Brent Faiyaz – Wasteland - Drake – Honestly, Nevermind - Steve Lacy – Gemini Rights | - SZA – "Kill Bill" - Metro Boomin, The Weeknd e 21 Savage – "Creepin'" - Miguel – "Sure Thing" - SZA – "Snooze" - The Weeknd e Ariana Grande – "Die for You"                                                            |
| Melhor Artista de R&B em Turnê | Melhor Artista de Rap | Melhor Cantor de Rap |
| - Beyoncé - Bruno Mars - The Weeknd | - Drake - 21 Savage - Lil Baby - Metro Boomin - Travis Scott | - Drake - 21 Savage - Travis Scott |
| Melhor Cantora de Rap | Melhor Álbum de Rap | Melhor Canção de de Rap |
| - Nicki Minaj - Doja Cat - Ice Spice | - Drake e 21 Savage – Her Loss - Future – I Never Liked You - Lil Baby – It's Only Me - Metro Boomin – Heroes & Villains - Travis Scott – Utopia | - Drake e 21 Savage – "Rich Flex" - Coi Leray – "Players" - Gunna – "FukUMean" - Lil Durk com part. de J. Cole – "All My Life" - Toosii – "Favorite Song"                                                                |
| Melhor Artista de Rap em Turnê | Melhor Artista de Country | Melhor Cantor de Country |
| - Drake - 50 Cent - Snoop Dogg e Wiz Khalifa | - Morgan Wallen - Zach Bryan - Luke Combs - Taylor Swift - Bailey Zimmerman | - Morgan Wallen - Zach Bryan - Luke Combs |
| Melhor Cantora de Country | Melhor Dupla/Grupo de Country | Melhor Álbum de Country |
| - Taylor Swift - Megan Moroney - Lainey Wilson | - Zac Brown Band - Old Dominion - Parmalee | - Morgan Wallen – One Thing at a Time - Zach Bryan – American Heartbreak - Luke Combs – Gettin' Old - Luke Combs – Growin' Up - Taylor Swift – Speak Now (Taylor's Version)                                              |
| Melhor Canção de Country | Melhor Artista de Country em Turnê | Melhor Artista de Rock |
| - Morgan Wallen – "Last Night" - Zach Bryan – "Something in the Orange" - Luke Combs – "Fast Car" - Morgan Wallen – "You Proof" - Bailey Zimmerman – "Rock and a Hard Place"                                                                     | - Morgan Wallen - Luke Combs - George Strait | - Zach Bryan - Jelly Roll - Noah Kahan - Steve Lacy - Stephen Sanchez |
| Melhor Dupla/Grupo de Rock | Melhor Álbum de Rock | Melhor Canção de Rock |
| - Arctic Monkeys - Foo Fighters - Metallica | - Zach Bryan – American Heartbreak - Hardy – 'The Mockingbird & the Crow - Jelly Roll – Whitsitt Chapel - Noah Kahan – Stick Season - Steve Lacy – Gemini Rights | - Zach Bryan – "Something in the Orange" - Zach Bryan com part. de Kacey Musgraves – "I Remember Everything" - Jelly Roll – "Need a Favor" - Steve Lacy – "Bad Habit" - Stephen Sanchez – "Until I Found You"            |
| Melhor Artista de Rock em Turnê | Melhor Artista Latino | Melhor Cantor Latino |
| - Coldplay - Depeche Mode - Elton John | - Bad Bunny - Eslabon Armado - Karol G - Peso Pluma - Fuerza Regida | - Bad Bunny - Rauw Alejandro - Peso Pluma |
| Melhor Cantora Latina | Melhor Dupla/Grupo Latino | Melhor Álbum Latino |
| - Karol G - Rosalía - Shakira | - Fuerza Regida - Eslabon Armado - Grupo Frontera | - Bad Bunny – Un Verano Sin Ti - Eslabon Armado – Desvelado - Iván Cornejo – Dañado - Karol G – Mañana Será Bonito - Peso Pluma – Génesis                                                                                |
| Melhor Canção Latina | Melhor Artista Latino em Turnê | Melhor Artista Global de K-Pop |
| - Eslabon Armado e Peso Pluma – "Ella Baila Sola" - Fuerza Regida e Grupo Frontera – "Bebe Dame" - Grupo Frontera e Bad Bunny – "Un x100to" - Karol G e Shakira – "TQG" - Yng Lvcas and Peso Pluma – "La Bebé"                                   | - Karol G - Daddy Yankee - RBD | - NewJeans - Jimin - Stray Kids - Tomorrow X Together - Twice |
| Melhor Álbum de K-Pop | Melhor Canção de K-Pop | Melhor Artista de K-Pop em Turnê |
| - Stray Kids – 5-Star - Jimin – Face - NewJeans – Get Up - Tomorrow X Together – The Name Chapter: Temptation - Twice – Ready to Be | - Jungkook com part. de Latto – "Seven" - Fifty Fifty – "Cupid" - Jimin – "Like Crazy" - NewJeans – "Ditto" - NewJeans – "OMG" | - Blackpink - Suga - Twice |
| Melhor Artista de Afrobeats | Melhor Canção de Afrobeats | Melhor Artista de Dance/Eletrônica |
| - Burna Boy - Libianca - Rema - Tems - Wizkid | - Rema e Selena Gomez – "Calm Down" - Ayra Starr – "Rush" - Libianca – "People" - Oxlade – "Ku Lo Sa" - Victony, Rema e Tempoe com part. de Don Toliver – "Soweto" | - Beyoncé - Drake - David Guetta - Calvin Harris - Tiësto |
| Melhor Álbum de Dance/Eletrônica | Melhor Canção de Dance/Eletrônica | Melhor Artista Cristão |
| - Beyoncé – Renaissance - Drake – Honestly, Nevermind - Illenium – Illenium - Kim Petras – Feed the Beast - Tiësto – Drive | - David Guetta e Bebe Rexha – "I'm Good (Blue)" - Bizarrap e Shakira – "Shakira: Bzrp Music Sessions, Vol. 53" - David Guetta, Anne-Marie e Coi Leray – "Baby Don't Hurt Me" - Elton John e Britney Spears – "Hold Me Closer" - Tiësto com part. de Tate McRae – "10:35"                                                                                                  | - Lauren Daigle - Elevation Worship - For King & Country - Brandon Lake - Phil Wickham |
| Melhor Álbum Cristão | Melhor Canção Cristã | Melhor Artista Gospel |
| - Anne Wilson – My Jesus - Cain – Rise Up - Lauren Daigle – Lauren Daigle - Elevation Worship – Lion - Brandon Lake – House of Miracles | - Brandon Lake – "Gratitude" - Lauren Daigle – "Thank God I Do" - For King & Country e Jordin Sparks – "Love Me Like I Am" - Chris Tomlin – "Holy Forever" - Phil Wickham – "This Is Our God" | - Kanye West - Elevation Worship - Maverick City Music - Kirk Franklin - CeCe Winans |
| Melhor Álbum Gospel | Melhor Canção Gospel | Melhor Trilha Sonora |
| - Maverick City Music e Kirk Franklin – Kingdom Book One - Zacardi Cortez – Imprint (Live in Memphis) - Whitney Houston – I Go to the Rock: The Gospel Music of Whitney Houston - Jonathan McReynolds – My Truth - Tye Tribbett – All Things New | - CeCe Winans – "Goodness of God" - Zacardi Cortez – "Lord Do It For Me (Live in Memphis)" - Crowder e Dante Bowe com part. de Maverick City Music – "God Really Loves Us" - Elevation Worship com part. de Chandler Moore e Tiffany Hudson – "More Than Able" - Maverick City Music e Kirk Franklin com part. de Brandon Lake e Chandler Moore – "Fear Is Not My Future" | - Barbie: The Album - Black Panther: Wakanda Forever - Elvis - Spider-Man: Across the Spider-Verse - Top Gun: Maverick                                                                                                   |